# Halime (sultanija)
Sultanija Halime (tur. Halime Sultan; oko 1576. — oko 1623.) bila je supruga osmanskog sultana Mehmeda III. i majka Mustafe I.
Halime je rođena 1576. godine u Abhaziji, najvjerojatnije je bila kći Šoloh-bega, iz obitelji Lakerba. Njeno pravo ime bilo je Altunšah (što znači "zlatni kralj"). Imala je sestru Feride, koja je bila majka sultaniji Mahfiruz Hatidže , supruzi Ahmeda I. i majka Osmana II. Halime se udala za Mehmeda III. oko 1589. godine. 
Mehmedu je rodila troje djece: princa Mahmuda, Mustafu I. i sultaniju Dilrubu. Za vrijeme Mehmedove vladavine, njen honorar se sastojao od 100 akči dnevno. Dva velika vezira za vrijeme Mehmedove vladavine bili su u rodu s njenim ocem. Tijekom vladavine Mustafe I., ona je bila Majka sultanija.